# Salim Aliyow Ibrow

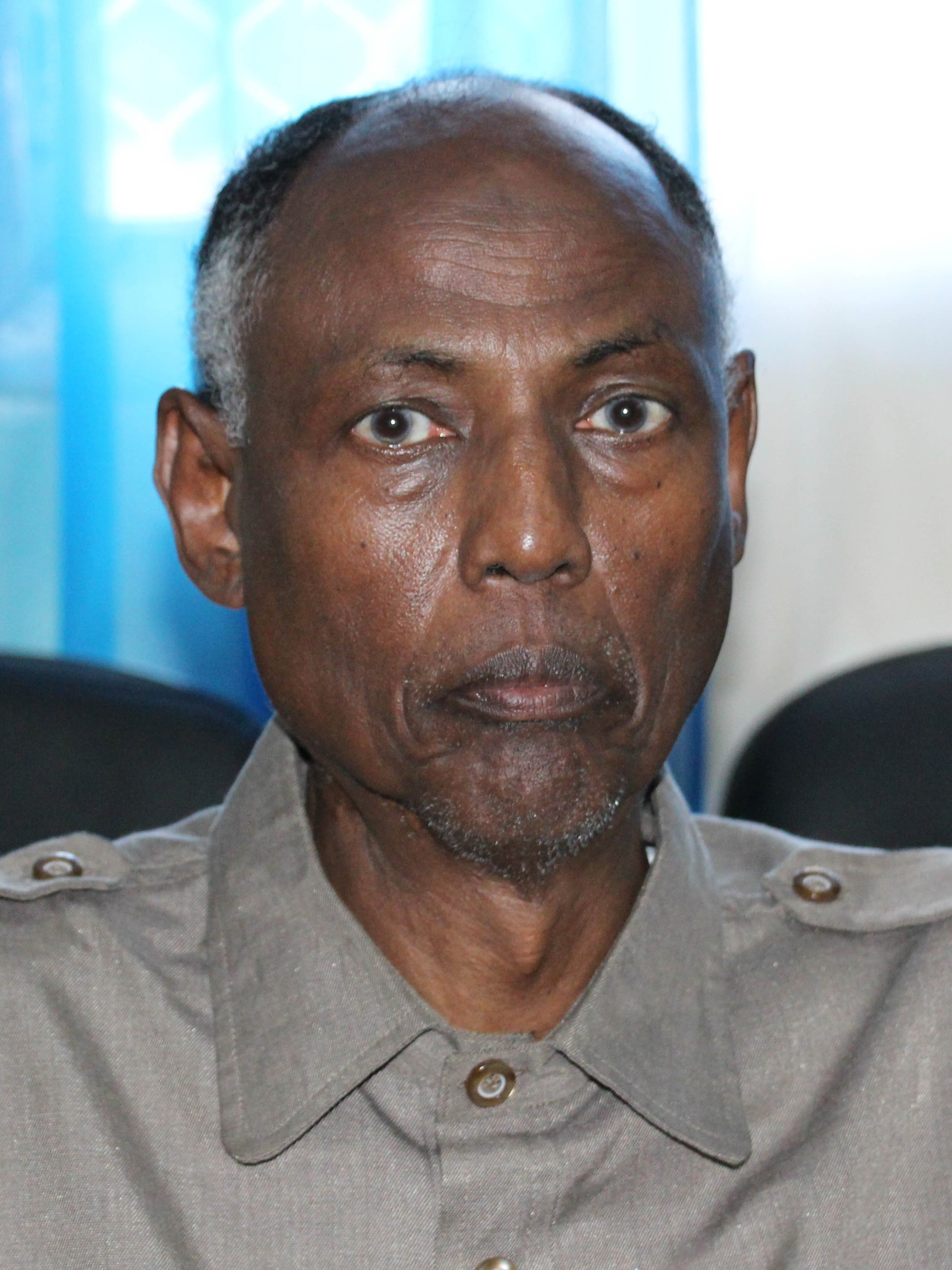
Salim Aliyow Ibrow

Salim Aliyow Ibrow wurde am 29. Oktober 2007 Premierminister Somalias, nachdem sein Vorgänger Ali Mohammed Ghedi wegen Differenzen mit Präsident Abdullahi Yusuf Ahmed zurückgetreten war. Er amtierte übergangsweise bis zum 22. November 2007. Zuvor war Ibrow Vizepremier und Bildungsminister gewesen. Er gehört dem Clan der Rahanweyn an, ist über 60 Jahre alt und war Professor an der Nationalen Universität Somalias.